# Koumra
Koumra (en árabe, قمرة, Qumra) es una ciudad de Chad, situada en el sur del país. Es la capital de la región de Mandoul y del departamento de Mandoul Oriental. Es la sexta ciudad más poblada del país, contaba con 38.220 habitantes en 2008.

## Demografía
| Año  | Población |
| ---- | --------- |
| 1993 | 26 702    |
| 2008 | 38 220    |